# Pennsylvania State University Men's Volleyball 2024
Questa voce raccoglie le informazioni riguardanti la Pennsylvania State University Men's Volleyball nella stagione 2024.

## Stagione
La Pennsylvania State University si classifica al primo posto nella regular season della EIVA: al torneo di conference sconfigge in semifinale la Harvard, andando a conquistare il suo trentaseiesimo titolo EIVA grazie al successo contro la George Mason.
Partecipa al torneo NCAA Division I come testa di serie numero 5, ma viene eliminata già ai quarti di finale per mano della UC Irvine.

## Organigramma societario
Area direttiva
- Presidente: Patrick Kraft

Area tecnica
- Allenatore: Mark Pavlik
- Allenatore associato: Colin McMillan
- Assistente allenatore: Pat Shawaryn, Mike Kraft

## Rosa
| N° | Nome            | Ruolo | Data di nascita  | Nazionalità sportiva | Anno             |
| -- | --------------- | ----- | ---------------- | -------------------- | ---------------- |
| 1  | Luke Snyder     | P     | -                | Stati Uniti          | Senior           |
| 3  | Carter Dittman  | S     | -                | Stati Uniti          | Freshman         |
| 4  | Michael Valenzi | S     | -                | Stati Uniti          | Senior           |
| 5  | Matt Cosgrove   | S     | -                | Stati Uniti          | Sophomore        |
| 7  | Ryan Merk       | L     | 6 ottobre 2003   | Stati Uniti          | Junior           |
| 8  | Michał Kowal    | S     | 19 giugno 2001   | Polonia              | Senior           |
| 9  | John Kerr       | O     | -                | Stati Uniti          | Graduate student |
| 10 | Michael Schwob  | P     | -                | Stati Uniti          | Freshman         |
| 11 | Josh Rosenblum  | P     | -                | Stati Uniti          | Sophomore        |
| 12 | Sean Harvey     | S     | -                | Stati Uniti          | Freshman         |
| 13 | Owen Rose       | C     | 23 febbraio 2003 | Stati Uniti          | Junior           |
| 14 | Zach Stowe      | C     | -                | Stati Uniti          | Freshman         |
| 15 | Matthew Luoma   | S     | -                | Stati Uniti          | Sophomore        |
| 16 | Blainey Jones   | S     | -                | Stati Uniti          | Sophomore        |
| 17 | Will Kuhns      | S     | -                | Stati Uniti          | Senior           |
| 18 | Tobenna Ezeonu  | C     | 25 dicembre 2001 | Stati Uniti          | Senior           |
| 20 | Caden Day       | S     | -                | Stati Uniti          | Sophomore        |
| 21 | Nate Egerstrom  | C     | -                | Stati Uniti          | Freshman         |
| 22 | Cole Ignaszak   | O     | -                | Stati Uniti          | Junior           |

## Mercato
| Acquisti | Acquisti       | Acquisti       | Acquisti   |
| R.       | Nome           | da             | Modalità   |
| -------- | -------------- | -------------- | ---------- |
| S        | Carter Dittman | Fairport HS    | definitivo |
| P        | Josh Rosenblum | CSU Long Beach | definitivo |
| P        | Michael Schwob | Annapolis      | definitivo |
| C        | Nate Egerstrom | Calabasas HS   | definitivo |
| S        | Sean Harvey    | South Elgin HS | definitivo |

| Cessioni | Cessioni       | Cessioni        | Cessioni   |
| R.       | Nome           | a               | Modalità   |
| -------- | -------------- | --------------- | ---------- |
| S        | Brett Wildman  | Steaua Bucarest | definitivo |
| O        | Charles Fisher | Lycurgus        | definitivo |
| P        | Cole Bogner    | Lycurgus        | definitivo |
| S        | Gabe Hartke    | -               | ritirato   |
| P        | Jack Driscoll  | -               | ritirato   |
| S        | Jack Shampine  | -               | ritirato   |
| C        | Sam Marsh      | -               | ritirato   |
| S        | Tim Herget     | -               | ritirato   |

## Statistiche

### Statistiche di squadra
| Competizione         | Punti | In casa | In casa | In casa | In trasferta | In trasferta | In trasferta | Campo neutro | Campo neutro | Campo neutro | Totale | Totale | Totale |
| Competizione         | Punti | G       | V       | P       | G            | V            | P            | G            | V            | P            | G      | V      | P      |
| -------------------- | ----- | ------- | ------- | ------- | ------------ | ------------ | ------------ | ------------ | ------------ | ------------ | ------ | ------ | ------ |
| EIVA NCAA Division I | .767  | 15      | 15      | 0       | 11           | 8            | 3            | 4            | 0            | 4            | 30     | 23     | 7      |
| Totale               | .767  | 15      | 15      | 0       | 11           | 8            | 3            | 4            | 0            | 4            | 30     | 23     | 7      |

G = partite giocate; V = partite vinte; P = partite perse

### Statistiche dei giocatori
| Giocatore    | EIVA NCAA Division I | EIVA NCAA Division I | EIVA NCAA Division I | EIVA NCAA Division I | EIVA NCAA Division I | Totale | Totale | Totale | Totale | Totale |
| Giocatore    | P                    | PT                   | AV                   | MV                   | BV                   | P      | PT     | AV     | MV     | BV     |
| ------------ | -------------------- | -------------------- | -------------------- | -------------------- | -------------------- | ------ | ------ | ------ | ------ | ------ |
| M. Cosgrove  | 15                   | 19,5                 | 12                   | 6                    | 1,5                  | 15     | 19,5   | 12     | 6      | 1,5    |
| C. Day       | -                    | -                    | -                    | -                    | -                    | -      | -      | -      | -      | -      |
| C. Dittman   | 19                   | 3                    | 0                    | 3                    | 0                    | 19     | 3      | 0      | 3      | 0      |
| T. Ezeonu    | 29                   | 353                  | 259                  | 36                   | 58                   | 29     | 353    | 259    | 36     | 58     |
| C. Ignaszak  | 1                    | 1,5                  | 1                    | 0                    | 0,5                  | 1      | 1,5    | 1      | 0      | 0,5    |
| B. Jones     | 2                    | 0                    | 0                    | 0                    | 0                    | 2      | 0      | 0      | 0      | 0      |
| J. Kerr      | 29                   | 475                  | 420                  | 28                   | 27                   | 29     | 475    | 420    | 28     | 27     |
| M. Kowal     | 29                   | 290                  | 224                  | 41                   | 25                   | 29     | 290    | 224    | 41     | 25     |
| W. Kuhns     | 25                   | 77,5                 | 68                   | 4                    | 5,5                  | 25     | 77,5   | 68     | 4      | 5,5    |
| M. Luoma     | 12                   | 3                    | 1                    | 2                    | 0                    | 12     | 3      | 1      | 2      | 0      |
| R. Merk      | 30                   | 0                    | 0                    | 0                    | 0                    | 30     | 0      | 0      | 0      | 0      |
| O. Rose      | 30                   | 257,5                | 185                  | 17                   | 55,5                 | 30     | 257,5  | 185    | 17     | 55,5   |
| J. Rosenblum | -                    | -                    | -                    | -                    | -                    | -      | -      | -      | -      | -      |
| M. Schwob    | 22                   | 62                   | 19                   | 20                   | 23                   | 22     | 62     | 19     | 20     | 23     |
| L. Snyder    | 18                   | 23,5                 | 9                    | 8                    | 6,5                  | 18     | 23,5   | 9      | 8      | 6,5    |
| Z. Stowe     | 4                    | 10                   | 6                    | 3                    | 1                    | 4      | 10     | 6      | 3      | 1      |
| M. Valenzi   | 29                   | 246,5                | 199                  | 23                   | 24,5                 | 29     | 246,5  | 199    | 23     | 24,5   |

P = presenze; PT = punti totali; AV = attacchi vincenti; MV = muri vincenti; BV = battute vincenti

NB: I muri singoli valgono una unità di punto, mentre i muri doppi e tripli valgono mezza unità di punto; anche i giocatori nel ruolo di libero sono impegnati al servizio